# 2000年淡路花博
2000年淡路花博（日語：ジャパンフローラ2000），通稱淡路花博，是2000年3月18日至9月17日在日本兵庫縣淡路町・東浦町（現・淡路市）舉行的世界博覽會和國際園藝博覽會，為期184日。主辦單位為ジャパンフローラ2000日本委員會、財團法人夢之架橋記念事業協會。

## 關連項目
- 世界博覽會
- 國際園藝博覽會